# 紀伊Kanna
紀伊Kanna（日语：紀伊 カンナ），日本漫畫家、插畫家。另外也以「庭」（にわ）的名義活動。

## 人物簡介
原職是動畫師。2010年開始投入插畫家的活動，2014年自身第一本單行本《海邊的異邦人》出版。

## 作品列表

### 漫畫作品
- 異邦人系列
  - 海邊的異邦人（2013年7月－2014年 on BLUE comics）
  - 春風的異邦人（2015年7月－ on BLUE comics 已出版4冊）
- 雪下的愛情感質（2016年4月 H&C Comics CRAFT系列）
- 即使不會魔法（2018年7月 FEEL COMICS）

### 插圖擔當作品
- 空色感染爆發（2011年1月－2011年3月 Fami通文庫 全4冊＋短篇集1冊）著：本田誠（日语：本田誠）
- 二年四組交換日記（2010年10月 Super Dash文庫）著：朝田雅康（日语：朝田雅康）
- 異邦人的所有（2011年10月 星海社FICTIONS）著：森田季節
- （2011年11月－2012年11月 GA文庫 全4冊）著：高木幸一（日语：高木幸一）
- （2012年1月 MediaWorks文庫）著：入間人間
- （2012年4月 角川翼文庫（日语：角川つばさ文庫））著：山中恒（日语：山中恒）
- 釣球SF -Short Films-（2012年7月 Fami通文庫）著：櫂末高彰
- （2012年7月 講談社BOX）著：彩美月
- （2013年4月 MediaWorks文庫）著：天澤夏月（日语：天沢夏月）
- 怪盗二十面相（日语：怪人二十面相 (小説)）（2013年5月 青鳥文庫（日语：青い鳥文庫））著：江戶川亂步
- （2013年8月 - 講談社 已出版3冊／2017年8月 講談社文庫（日语：講談社文庫） 已出版3冊）著：
- 尋覓眼中的妳（2013年9月 MediaWorks文庫）著：入間人間
- （2013年11月－2014年2月 角川翼文庫 全2冊）著：勇嶺薰（日语：はやみねかおる）
- （2013年11月 MediaWorks文庫）著：天澤夏月
- （2014年5月－2016年10月 YA！ENTERTAINMENT（日语：YA!ENTERTAINMENT） 全7冊）著：石川宏千花（日语：石川宏千花）
- （2014年8月 MediaWorks文庫）著：天澤夏月
- （2015年10月 文庫）著：佐竹
- 少年偵探團（2016年1月 青鳥文庫）著：江戶川亂步
- 我的偵探（2016年5月 創元推理文庫（日语：創元推理文庫））著：新野剛志
- （2017年6月－ 中公文庫 已出版2冊）著：里見櫻（日语：天堂里砂）
- （2018年1月 PHP研究所）著：坪田信貴
- （2018年6月 富士見L文庫（日语：富士見L文庫））著：真楠
- （2018年12月 集英社）著：雪舟惠麻（日语：雪舟えま）
- （2019年3月 講談社）著：令丈弘子（日语：令丈ヒロ子）
- （2019年3月 EASTPRESS（日语：イースト・プレス））著：劇團雌猫、篠田尚子
- （2019年7月 德間文庫）著：山本豪志

### 動畫

#### 電視動畫
- 向陽素描×蜂窩（2012年，第1話片尾插圖）
- 如果折斷她的旗（2014年，第6話片尾插圖）
- 少年女僕（2016年，第8話片尾插圖）

#### 電影動畫
- 海邊的異邦人（2020年，原作、人物設定、監修）[3]
- 讓我聽見愛的歌聲（2021年，人物原案）

## 外部連結
- （日語）－紀伊Kanna的官方個人網站。